# ضبط رأس المال
ضبط رأس المال أو ضوابط رأس المال أو الكابيتال كنترول (بالإنجليزية: Capital control)‏ هو نوع من التدابير المُكونة من الفوائد على الإقامة مثل ضرائب المعاملات، أو القيود الأخرى، أو المحظورات الصريحة التي يمكن لحكومة الدولة استخدامها لتنظيم التدفقات من أسواق رأس المال العالمي إلى حساب رأس المال المحلي. قد تكون هذه التدابير على مستوى الاقتصاد ككل أو قطاع محدد (عادة القطاع المالي)، أو صناعة محددة (مثل الصناعات الاستراتيجية). قد تنطبق على جميع التدفقات المالية أو قد تُفرق بين التدفقات حسب نوع التدفق أو مدته (الاقتراض، أو حقوق الملكية، أو الاستثمار المباشر والمدى القصير مقابل المتوسط والطويل الأجل).
تشمل أنواع الرقابة على رأس المال ضوابط الصرف التي تمنع أو تحد من شراء وبيع العملة الوطنية بسعر السوق والحد الأقصى للحجم المسموح به للبيع الدولي أو شراء الأصول المالية المختلفة وضرائب المعاملات مثل ضريبة توبين [الإنجليزية] المقترحة على تبادلات العملة ومتطلبات الحد الأدنى للإقامة ومتطلبات الموافقة الإلزامية أو حتى قيود على مقدار الأموال التي يُسمح لمواطن عادي بتحويلها لخارج الدولة.
كانت هناك عدة تحولات في الرأي حول ما إذا كانت ضوابط رأس المال مفيدة وفي أي ظروف ينبغي استخدامها. كانت ضوابط رأس المال جزً لا يتجزأ من نظام بريتون وودز الذي ظهر بعد الحرب العالمية الثانية واستمر حتى أوائل السبعينيات. كانت هذه الفترة هي المرة الأولى التي اعتُمد فيها على ضوابط رأس المال من قبل الاقتصاد السائد. كان من السهل نسبياً فرض ضوابط على رأس المال ويرجع ذلك جزئياً إلى أن أسواق رأس المال الدولية كانت قليلة النشاط بشكل عام.
في السبعينيات من القرن الماضي أصبح الاقتصاديون الليبراليون واقتصاديو السوق الحرة ناجحين بشكل متزايد في إقناع زملائهم بأن ضوابط رأس المال كانت في الأساس ضارة. بدأت الولايات المتحدة وحكومات غربية أخرى ومؤسسات مالية متعددة الأطراف مثل صندوق النقد الدولي والبنك الدولي في اتخاذ وجهة نظر نقدية بشأن ضوابط رأس المال وأقنع العديد من البلدان بالتخلي عنها لتسهيل العولمة الاقتصادية.
أبرزت أزمة ديون أمريكا اللاتينية في أوائل الثمانينيات، والأزمة المالية في شرق آسيا في أواخر التسعينيات، وأزمة الروبل الروسي في الفترة 1998-1999، والأزمة المالية العالمية لعام 2008، المخاطر المرتبطة بتقلب تدفقات رأس المال وقادت العديد البلدان حتى تلك التي لديها حسابات رأسمالية مفتوحة نسبياً للاستفادة من ضوابط رأس المال جنباً إلى جنب مع سياسات الاقتصاد الكلي والسياسات الاحترازية كوسيلة لتخفيف آثار التدفقات المتقلبة على اقتصاداتها. في أعقاب الأزمة المالية العالمية مع ارتفاع تدفقات رأس المال إلى اقتصادات الأسواق الناشئة حددت مجموعة من الاقتصاديين في صندوق النقد الدولي مجموعة أدوات السياسة لإدارة مخاطر الاقتصاد الكلي والاستقرار المالي المرتبطة بتقلب تدفق رأس المال. سمحت مجموعة الأدوات المقترحة لضوابط رأس المال بالظهور مجدداً. أُضيفت توصيات صندوق النقد الدولي إلى دراسة لاحقة تركز على مخاوف الاستقرار المالي الناتجة عن تقلب تدفق رأس المال على الرغم من أنها لا تمثل وجهة نظر رسمية لصندوق النقد الدولي إلّا أنّها كانت مؤثرة في إثارة النقاش بين صانعي السياسات والمجتمع الدولي وفي نهاية المطاف في إحداث تحول في الموقف الأساسي لصندوق النقد الدولي.
مع زيادة استخدام ضوابط رأس المال في السنوات الأخيرة تحرك صندوق النقد الدولي لإزالة وصمة العار عن استخدام ضوابط رأس المال وسياسات الاقتصاد الكلي والسياسات الاحترازية للتعامل مع تقلبات تدفق رأس المال. يثير الاستخدام الأكثر انتشاراً لضوابط رأس المال مجموعة من قضايا التنسيق متعددة الأطراف، مثل الذي أُعلن عنها من قبل مجموعة العشرين حول المخاوف التي عبر عنها جون مينارد كينز وهاري ديكستر وايت.

## التاريخ

### قبل الحرب العالمية الأولى
قبل القرن التاسع عشر لم تكن هناك حاجة عامة لضوابط رأس المال بسبب انخفاض مستويات التجارة الدولية والتكامل المالي وحتّى في العصر الأول للعولمة والذي يرجع تاريخه بشكل عام إلى الفترة من 1870 إلى 1914 ظلت ضوابط رأس المال غائبة إلى حد كبير.

### من الحرب العالمية الأولى إلى الحرب العالمية الثانية
أُدخلت ضوابط شديدة التقييد على رأس المال مع اندلاع الحرب العالمية الأولى؛ بشكل عام فقد خُفضت القيود نوعاً ما ولكن تم تعزيزها مرة أخرى في أعقاب الكساد الكبير عام 1929. كان هذا أكثر استجابة للتدفقات التي قد تكون ضارة ولم يكن بناءً على تغيير في النظريات الاقتصادية. أشار المؤرخ الاقتصادي باري آيتشنغرين [الإنجليزية] إلى أن استخدام ضوابط رأس المال بلغ ذروته خلال الحرب العالمية الثانية ولكن الرأي الأكثر عمومية هو أن التطبيق الأكثر شمولاً حدث بعد اتفاقية بريتون وودز.
مثال السيطرة على رأس المال في فترة ما بين الحربين كان ضريبة رحلة الرايخ [الإنجليزية] التي أدخلها المستشار الألماني هاينريش برونينج في عام 1931. كانت الضريبة ضرورية للحد من نقل رؤوس الأموال من البلاد من قبل السكان الأثرياء. حيث كانت ألمانيا تعاني من ضائقة اقتصادية بسبب الكساد الكبير وتعويضات الحرب القاسية التي فُرضت بعد الحرب العالمية الأولى. بعد وصول النازيين إلى السلطة في عام 1933 أُعيد استخدام الضريبة لمصادرة الأموال والممتلكات من اليهود الفارين من الدولة.

### حقبة بريتون وودز 1945-1971

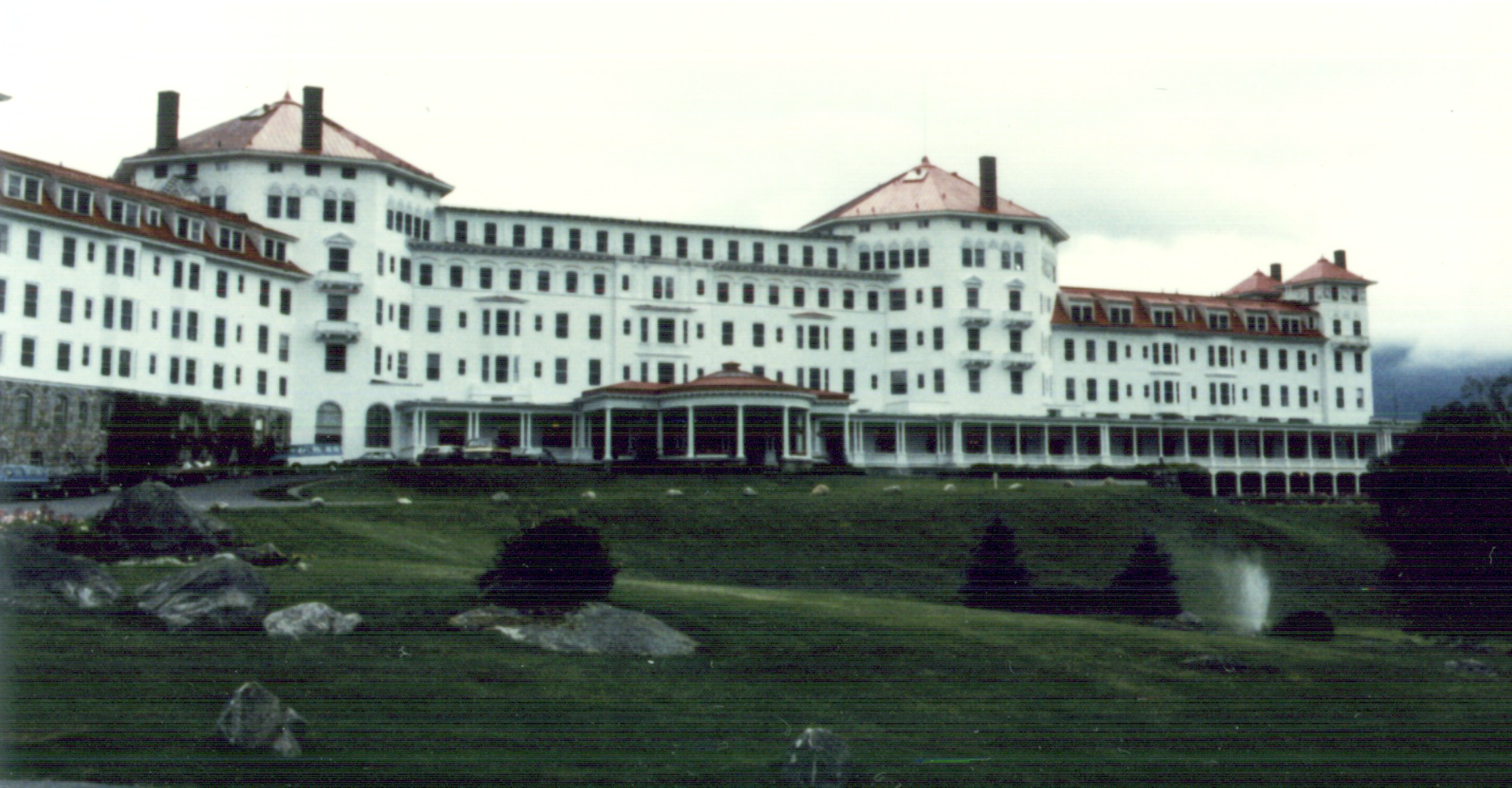
حُدد نظام واسع النطاق للرقابة على رأس المال في المؤتمر الدولي لعام 1944 في بريتون وودز..

في نهاية الحرب العالمية الثانية كان رأس المال الدولي مُجبراً على فرض ضوابط قوية وواسعة النطاق على رأس المال كجزء من نظام بريتون وودز الذي أُنشئ حديثاً وكان من المُتوقع أن هذا من شأنه أن يساعد في حماية مصالح الناس العاديين والاقتصاد العام. كانت هذه الإجراءات شائعة في هذا الوقت حيث كانت نظرة الجمهور الغربي للمصرفيين الدوليين منخفضة جدًا وألقت باللوم عليهم في الكساد الكبير. جون مينارد كينز أحد المهندسين المعماريين الرئيسيين لنظام بريتون وودز اعتقد أن ضوابط رأس المال ستكون سمة دائمة للنظام النقدي الدولي، على الرغم من أنه وافق على ضرورة اعتماد قابلية تحويل الحساب الجاري بمجرد استقرار الظروف الدولية بشكل كافٍ، وهذا يعني بشكل أساسي أن العملات يجب أن تكون قابلة للتحويل بحرية لأغراض التجارة الدولية في السلع والخدمات ولكن ليس لمعاملات حساب رأس المال. خففت معظم الاقتصادات الصناعية من ضوابطها حوالي عام 1958 للسماح بحرية نقل الأموال. كان المهندس المعماري البارز الآخر لبريتون وودز هو الأمريكي هاري ديكستر وايت ورئيسه هنري مورجنثاو أقل تطرفاً إلى حد ما من كينز لكنهما بقيا متفقين على الحاجة إلى ضوابط دائمة على رأس المال. في خطابه الختامي لمؤتمر بريتون وودز تحدث مورجنثاو عن كيف أن الإجراءات المُتبناة ستدفع «مقرضي الأموال الربوية من معبد التمويل الدولي».
بعد الثورة الكينزية شهد العقدين الأول والثاني بعد نهاية الحرب العالمية الثانية قلت الحجج المؤيدة لضوابط رأس المال من الاقتصاديين باستثناء ميلتون فريدمان. منذ أواخر الخمسينيات من القرن العشرين بدأت فعالية ضوابط رأس المال في الانهيار ويرجع ذلك جزئياً إلى الابتكارات مثل سوق اليورو دولار. وفقاً لداني رودريك فإنّه من غير الواضح إلى أي مدى كان هذا بسبب عدم رغبة الحكومات في الاستجابة بفعالية للضوابط رأس المال مقارنةً بعدم القدرة على الاستجابة فعلياً. يفترض إريك هيلينر [الإنجليزية] أن الضغط المكثف من المصرفيين في وول ستريت كان عاملاً في إقناع السلطات الأمريكية بعدم إخضاع سوق ليورو دولار لضوابط رأس المال. منذ أواخر الستينيات بدأ الرأي السائد بين الاقتصاديين في التحول إلى الرأي القائل بأن ضوابط رأس المال على العموم أكثر ضرراً من نفعها.
رغم أن العديد من ضوابط رأس المال في هذا العصر كانت موجهة إلى الممولين والبنوك الدولية إلاّ أنّ بعضها وجه إلى المواطنين ففي الستينيات من القرن العشرين مُنع الأفراد البريطانيون في مرحلة ما من أخذ أكثر من 50 جنيهاً إسترلينياً معهم خارج البلاد لقضاء عطلاتهم الخارجية. تُشير الاقتصادية كارمن راينهارت [الإنجليزية] والاقتصادي كينيث روجوف [الإنجليزية] في كتابهما هذا الوقت مختلف (2009) إلى أن استخدام ضوابط رأس المال في هذه الفترة كان مسؤولاً عن المستوى المنخفض للغاية للأزمات المصرفية التي حدثت في عصر بريتون وودز. وفقاً لباري إيتشنغرين كانت ضوابط رأس المال أكثر فاعلية في أربعينيات وخمسينيات القرن الماضي مما كانت عليه لاحقاً.

### ما بعد بريتون وودز 1971-2009
بحلول أواخر سبعينيات القرن العشرين وكجزء من إزاحة الكينزية لصالح السياسات والنظريات الموجهة نحو السوق الحرة والتحول من النموذج الاجتماعي الليبرالي إلى الليبرالية الجديدة بدأت البلدان في إلغاء ضوابط رأس المال بدءً من 1973-1974 مع الولايات المتحدة وكندا وألمانيا وسويسرا وتبعتهم المملكة المتحدة في عام 1979.
لاحقاً انضمت معظم الاقتصادات المتقدمة والصاعدة الأخرى، بشكل رئيسي في الثمانينيات وأوائل التسعينيات.
خلال الفترة الممتدة من حوالي 1980 إلى 2009 ، كان الرأي المعياري هو أنه يجب تجنب ضوابط رأس المال إلاّ في حالات خاصة من الأزمات. كان هناك اعتقاد على نطاق واسع بأن غياب الضوابط سمح بتدفق رأس المال بحرية إلى حيث تشتد الحاجة إليه مما ساعد ليس فقط المستثمرين على التمتع بعوائد جيدة ولكن أيضاً مساعدة الناس العاديين على الاستفادة من النمو الاقتصادي.
خلال الثمانينيات قررت العديد من الاقتصادات الناشئة أو أُجبرت على اتباع الاقتصادات المتقدمة من خلال التخلي عن ضوابط رأس المال على الرغم من احتفاظ أكثر من 50 بها جزئياً.
تُحدتْ وجهة النظر التقليدية القائلة بأن ضوابط رأس المال أمر سيئ في أعقاب الأزمة المالية الآسيوية عام 1997.
حيث تمكنت الدول التي احتفظت بضوابطها على رأس المال مثل الهند والصين من الخروج من الأزمة سالمة نسبياً.
فرض رئيس الوزراء الماليزي مهاتير محمد ضوابط على رأس المال كإجراء طارئ في سبتمبر 1998 وذلك من خلال ضوابط صارمة على الصرف وقيود على التدفقات الخارجة من محافظ الاستثمار، طُبقت الضوابط في سبيل تخفيف الآثار القاسية للأزمة الاقتصادية.
في أوائل التسعينيات بعض الاقتصاديين المؤيدين للعولمة مثل جاغديش بجواتي [الإنجليزية]، وبعض الكتاب في مجلات مثل ذي إيكونوميست،
تحدثوا لصالح دور محدود لضوابط رأس المال. في حين أن العديد من اقتصادات العالم النامي فقدت الثقة في السوق الحرة رغم بقاء النظام الحر للسوق قوياً في الدول الغربية.

### بعد الأزمة المالية العالمية 2009-2012
بحلول عام 2009 تسببت الأزمة المالية العالمية في عودة الفكر الكينزي إلى الظهور والذي عكس العقيدة السائدة سابقاً.
خلال الأزمة المالية الأيسلندية 2008-2012 اقترح صندوق النقد الدولي أن تفرض آيسلندا ضوابط على رأس المال على التدفقات الخارجية واصفة إياها بأنها "سمة أساسية لإطار السياسة النقدية، بالنظر إلى حجم التدفقات الرأسمالية المحتملة إلى الخارج.
في النصف الأخير من عام 2009 عندما بدأ الاقتصاد العالمي في التعافي من الأزمة المالية العالمية ارتفعت تدفقات رأس المال إلى اقتصادات الأسواق الناشئة ولا سيما في آسيا وأمريكا اللاتينية مما زاد من مخاطر الاقتصاد الكلي والاستقرار المالي. استجابت العديد من اقتصادات الأسواق الناشئة لهذه المخاوف من خلال اعتماد ضوابط على رأس المال أو تدابير احترازية كلية؛ فرضت البرازيل ضريبة على شراء الأجانب للأصول المالية وقيدت تايوان المستثمرين الأجانب على شراء الودائع الوقتية.
يرتبط العائد الجزئي لصالح ضوابط رأس المال بإجماع ناشئ أوسع نطاقاً بين صانعي السياسات من أجل زيادة استخدام السياسة الاحترازية الكلية. وفقاً للصحفي الاقتصادي بول ماسون فقد تُوّصلَ لاتفاق دولي للتبني العالمي لسياسة احترازية كلية في قمة مجموعة العشرين في بيتسبرغ 2009 وهي اتفاقية قال ماسون إنها بدت مستحيلة في قمة لندن التي عقدت قبل بضعة أشهر فقط.